# 鉤蟲症
鉤蟲症（拉丁語：Ancylostomiasis），是一種由钩口线虫属寄生蟲引起的病變。

## 名稱
鉤蟲症在中文俗称为黄胖病、懒黄病或湿热黄。感染钩虫症的典型症状是“黄”和“胖”，由于钩虫症会引起贫血，而贫血往往会导致皮肤苍白或发黄，故此得名黄胖病。
此外，这种疾病在英语中也有多个称谓，如矿工贫血病、隧道病、砖瓦贫血症和埃及萎黄病等。矿工贫血病等与矿工和隧道有关的别称是源于矿工普遍患有钩虫感染这一特殊情况。据历史记载，直至20世纪，矿工在矿井中随地大小便都是普遍接受的做法。不仅如此，矿工们普遍都赤脚或穿着不合适鞋子工作，这无疑增加了钩虫感染的风险。这些称谓就是人们对他们苍白、病态的外表的刻板印象。

## 词源
一词的词根源自希腊语，其中“ancylos（αγκύλος）”比喻弯曲的，“stoma（στόμα）”指嘴，以及后缀“-iasis”表示某种特征或由某物引起的疾病。

## 感染方式
除少部分因食入受污染含蟲卵的食物，主要為赤腳行走在被污染的土壤上感染。幼蟲穿過皮膚進入血管，被血液帶至肺部（與蛔蟲不同，鉤蟲通常不會引起肺炎），幼蟲從肺部向上移動到氣管，被吞嚥並帶至腸道，完成遷徙週期。
如果，人類接觸到狗鉤蟲或貓鉤蟲的幼蟲，或某些其他不會感染人類的鉤蟲，幼蟲可能會穿透皮膚。有時，幼蟲無法在人類中完成它們的遷徙週期。反而，幼蟲在皮膚下方遷移，產生蛇狀斑紋。這被稱為蠕動性噴發或皮膚幼蟲移行症。

## 病徵及病況
具體病徵視乎致病物種，不同物種所引起的病徵及病況或有不同。但當中一個病徵是缺鐵性貧血的出現：這是因為當患者體內有大量鉤蟲存在，這些鉤蟲會在宿主的腸壁吸走血液，造成貧血。此外，傷口亦會造成十二指腸潰瘍。

## 診斷
便中會檢出虫卵。由於成蟲至繁殖期需要時間，可能導致感染初期，無法由糞便檢測出蟲卵，需藉由大腸鏡檢視。